# هیساتوشی یامازاکی
هیساتوشی یامازاکی (انگلیسی: Hisatoshi Yamazaki؛ زادهٔ ۱۴ اکتبر ۱۹۳۵) بازیکن هاکی روی چمن اهل ژاپن بود.